# Frank Ferrer

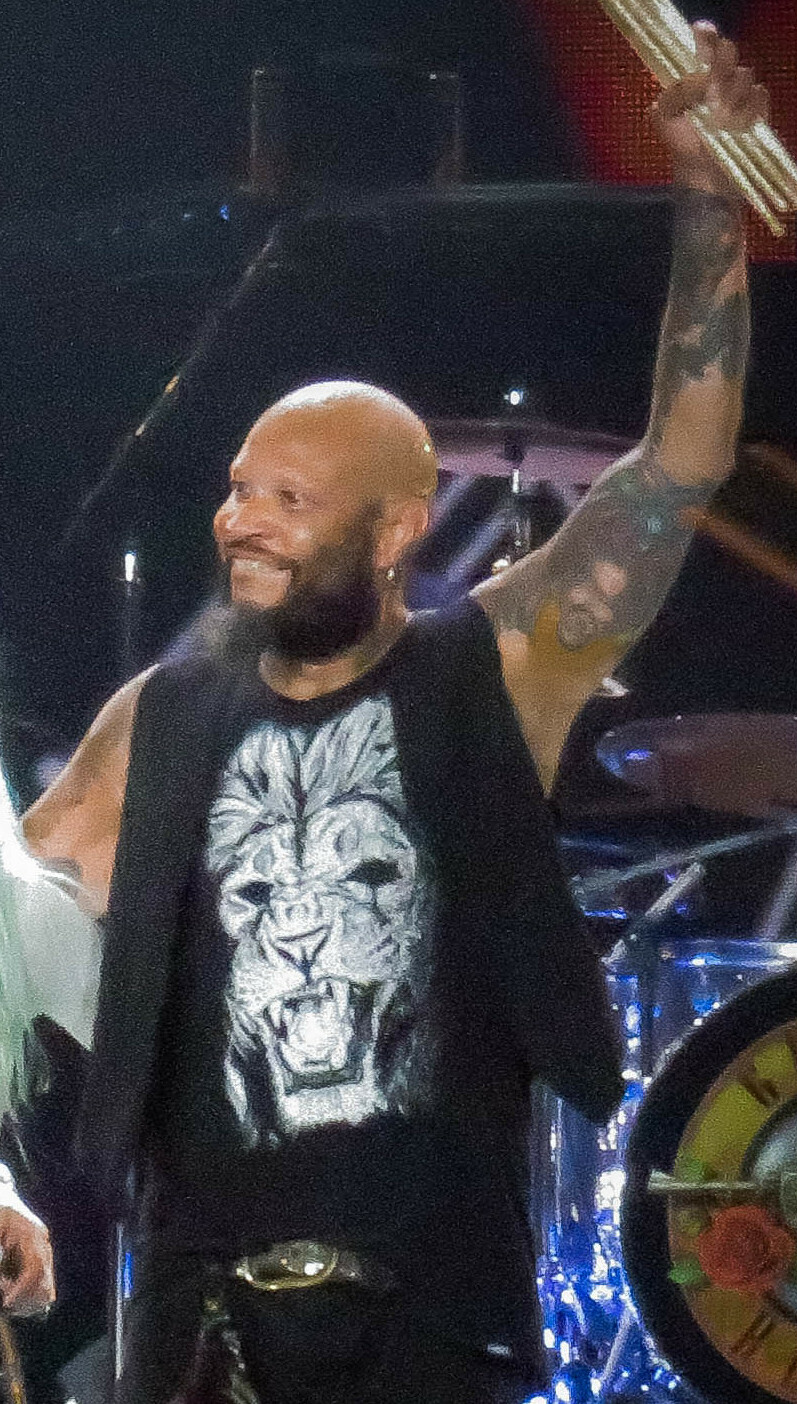
Frank Ferrer efter en Guns N' Roses konsert 2016

Frank Ferrer, född 1966, är en amerikansk trummis från New York mest känd som trummis i det amerikanska rockbandet Guns N' Roses.

## Bakgrund
Ferrer växte upp i stadsdelen Chelsea i New York där han tidigt influerades av musiken från det omgärdande latino communityt i vilket hans pappa var en del då han utöver att vara hantverkare likaså var trummis. Men vad som verkligen inspirerade Ferrer till att bli musiker var bandet Kizz som hade en stor inverkan på honom. Dock ville han initialt bli gitarrist, men med tiden efter att ha spelat sin pappas bongotrummor blev han trummis. Han ansökte så småningom till High School of Performing Arts men blev inte antagen. Istället började han spela på New Yorks rockklubbar för alternativa band så som banden Love Spit Love och The Psycadelic Furs innan han kom i kontakt med Guns N' Roses.

## Guns N' Roses
Efter att initialt endast ersatt den ordinarie trummisen för Guns N' Roses Bryan Mantia temporärt, blev Ferrer 2006 en del av det ordinarie bandet, och är i dag den trummis som medverkat längst i bandet. Under inspelningen av albumet Chinese Democracy bidrog Ferrer till fem av albumets låtar. När Guns N' Roses återförenade med Slash och Duff McKagan inför Not in This Lifetime turnéen ville initialt den föredetta Guns N' Roses trummisen Matt Sorum likaså återförenas med bandet. Men Axl Rose önskade ha kvar Ferrer i bandet.

## Influenser
Trummisar som influerat Ferrer är bland annat John Bonham, Charlie Watts, Phil Rudd, Peter Criss, Bunny Carlos och Sterling Campbell.

## Andra samarbeten
Utöver Guns N' Roses har Ferrer även samarbetat med band och artister som Tool, Angus Young, Neil Young och Jane's Addiction. Därtill spelar Ferrer även i banden Pisser och The Compulsions.

## Privatliv
2023 skiljde sig Ferrer från sin dåvarande fru Magdalena Malicka efter att ha varit gifta i 16 månader.